# Kalle Kerman
Kalle Kerman, född 10 februari 1979 i Kuopio, är en finländsk före detta professionell ishockeyspelare.